# Mantophryne louisiadensis
Mantophryne louisiadensis är en groddjursart som först beskrevs av Parker 1934.  Mantophryne louisiadensis ingår i släktet Mantophryne och familjen Microhylidae. IUCN kategoriserar arten globalt som otillräckligt studerad. Inga underarter finns listade i Catalogue of Life.